# 五稜稈飘拂草
五稜稈飘拂草（学名：Fimbristylis quinquangularis），为莎草科飘拂草属下的一个植物种。